# Amstel Gold Race 1970
La 5.ª edición de la Amstel Gold Race se disputó el 25 de marzo de 1970 en la provincia de Limburg (Países Bajos). La carrera constó de una longitud total de 240 km, entre Heerlen y Meerssen.
El vencedor final fue el belga Georges Pintens (Dr. Mann-Grundig) fue el vencedor de esta edición al imponerse en la línea de meta de Heerlen. Los también belgas Willy van Neste (Dr. Mann-Grundig) y André Dierickx (Flandria-Mars) fueron segundo y tercero respectivamente.

## Clasificación final
| Pos. | Ciclista           | Equipo               | Tiempo     |
| ---- | ------------------ | -------------------- | ---------- |
| 1    | Georges Pintens    | Dr. Mann-Grundig     | 6h 21' 30" |
| 2    | Willy Van Neste    | Dr. Mann-Grundig     | m. t.      |
| 3    | André Dierickx     | Flandria-Mars        | + 22"      |
| 4    | Eric Leman         | Flandria-Mars        | m. t.      |
| 5    | Jos Schoeters      | Peugeot-Michelin-BP  | m. t.      |
| 6    | Frans Verbeeck     | Geens-Watney-Diamant | m. t.      |
| 7    | Jan Krekels        | Caballero            | m. t.      |
| 8    | Eddy Merckx        | Faemino              | m. t.      |
| 9    | Frans Melckenbeeck | Goldor-Frijns-Elve   | m. t.      |
| 10   | Wim Schepers       | Caballero            | m. t.      |